# 寧海州
寧海州（ねいかいしゅう）は、中国にかつて存在した州。現在の山東省煙台市大沽河東岸地区に設置された。
1124年（天会2年）、金代により設置された寧海軍を前身とする。1182年（大定22年）に寧海州と改称され、山東東路に属した。清代になると牟平県が廃止となり寧海州に移管された。
1913年（民国2年）、中華民国が成立すると州制が廃止され寧海県と改められ、しかし浙江省に同名県が存在したことより翌年牟平県と改称された。